# Krümmel (Geesthacht)

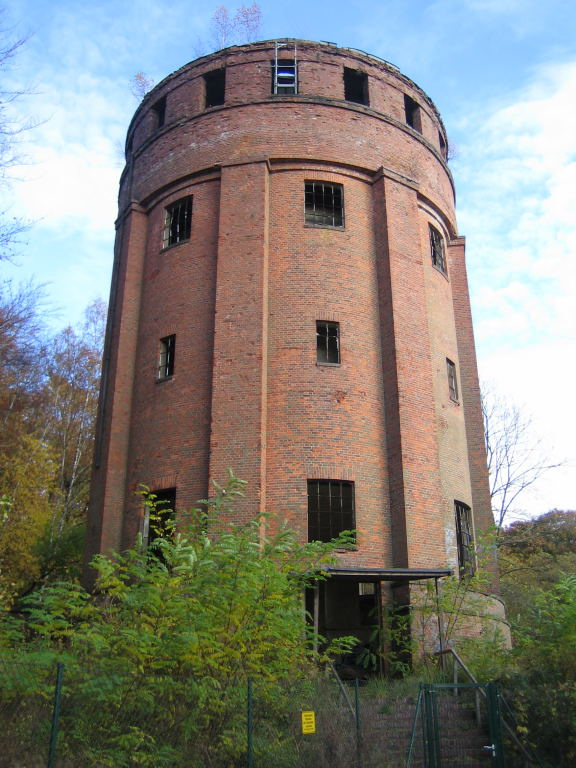
Wasserturm der Dynamitfabrik

Krümmel ist ein östlich gelegener Ortsteil der Stadt Geesthacht, der sich vom Elbufer ausgehend entlang eines Einschnittes in den Geesthang (Krümmelstraße) und entlang der Elbe am aufsteigenden Hang (Kronsberg) erstreckt.

## Geschichte
Bekannt wurde Krümmel ab 1866 durch die Dynamitfabrik Krümmel von Alfred Nobel, der an dieser Stelle das Dynamit erfunden hat. Bis 1945 wurde hier auf einem großen Areal Sprengstoff hergestellt. Heute sieht man in Krümmel am Bellevue-Berg/Straße Kronsberg noch einige Gebäude aus dem 19. Jahrhundert. Unter anderem ist die Direktorenvilla noch erhalten. An der Rückfront des ehemaligen Eingangsgebäudes der Dynamitfabrik ist eine verfallene Sitzgruppe zu sehen (Zugang hinter dem Besucherzentrum des Kernkraftwerks), die höchstwahrscheinlich im ehemaligen Garten der Nobel-Villa gestanden hat und von Nobel genutzt worden ist.
Als etwas verwahrlostes Überbleibsel ist heute als einziges Gebäude der Fabrik selbst der alte Wasserturm erhalten. Eine Initiative bemüht sich um dessen Erhaltung und ggf. um die Einrichtung eines kleinen Museums. Erreichen kann man den Turm über das Gelände des Kraftwerks (rechte Zufahrt den Hügel hoch – allerdings nur zu Fuß).
Krümmel war ein Gutsbezirk. Er wurde im Jahr 1928 in die Gemeinde Grünhof-Tesperhude eingegliedert. Krümmel gehörte bis 1937 – wie Geesthacht – zu Hamburg, bis es durch das Groß-Hamburg-Gesetz ausgegliedert wurde.

## Wirtschaft
1956 wurde zwischen den Geesthachter Ortsteilen Krümmel und Grünhof-Tesperhude die Gesellschaft für Kernenergieverwertung in Schifffahrt und Schiffbau (GKSS) – auf ehemaligen Teilen der Nobel-Dynamitfabrik – angesiedelt. Dort wurde das erste atomgetriebene Schiff der BRD und das dritte in der Welt, die Otto Hahn, konzipiert.
Ab 1983 war, ebenfalls auf dem Gelände der Dynamitfabrik, direkt an der Elbe das Kernkraftwerk Krümmel in Betrieb. Es wurde im Jahr 2011 nach sieben Störfällen in den Jahren 2005, 2007, 2008 (zweimal) und 2009 (dreimal) stillgelegt.

## Verkehr
Krümmel ist über die ca. einen Kilometer im Nordosten vorbeiführende Bundesstraße 5 sowie die direkt südlich den Ortsteil streifende Elbuferstraße erschlossen, die Geesthacht und Tesperhude im Osten verbindet. Im Zuge des Ersten Weltkrieges wurde am Elbufer entlang die Krümmelbahn für die Dynamitfabrik gebaut. Früher gab es zudem noch eine Auto-Fährverbindung zwischen Krümmel und dem am Südufer der Elbe liegenden Obermarschacht, die aber aufgegeben wurde.